# Mütter-Brücke
Die Mütter-Brücke (Slowenisch: Materinski most) ist eine 2011 eröffnete Straßenbrücke über die Ljubljanica im Stadtbezirk Center von Ljubljana. Sie befindet sich in unmittelbarer Nähe der Geburtsklinik des Universitätsklinikums und ist die Verlängerung der Väter-Straße (Slowenisch: Očetovska ulica) Sie verbindet den Bereich des Universitätsklinikums mit dem Stadtteil Poljane südlich der Ljubljanica.

## Geschichte

### Die VorläuferbrückeMrtvaški most

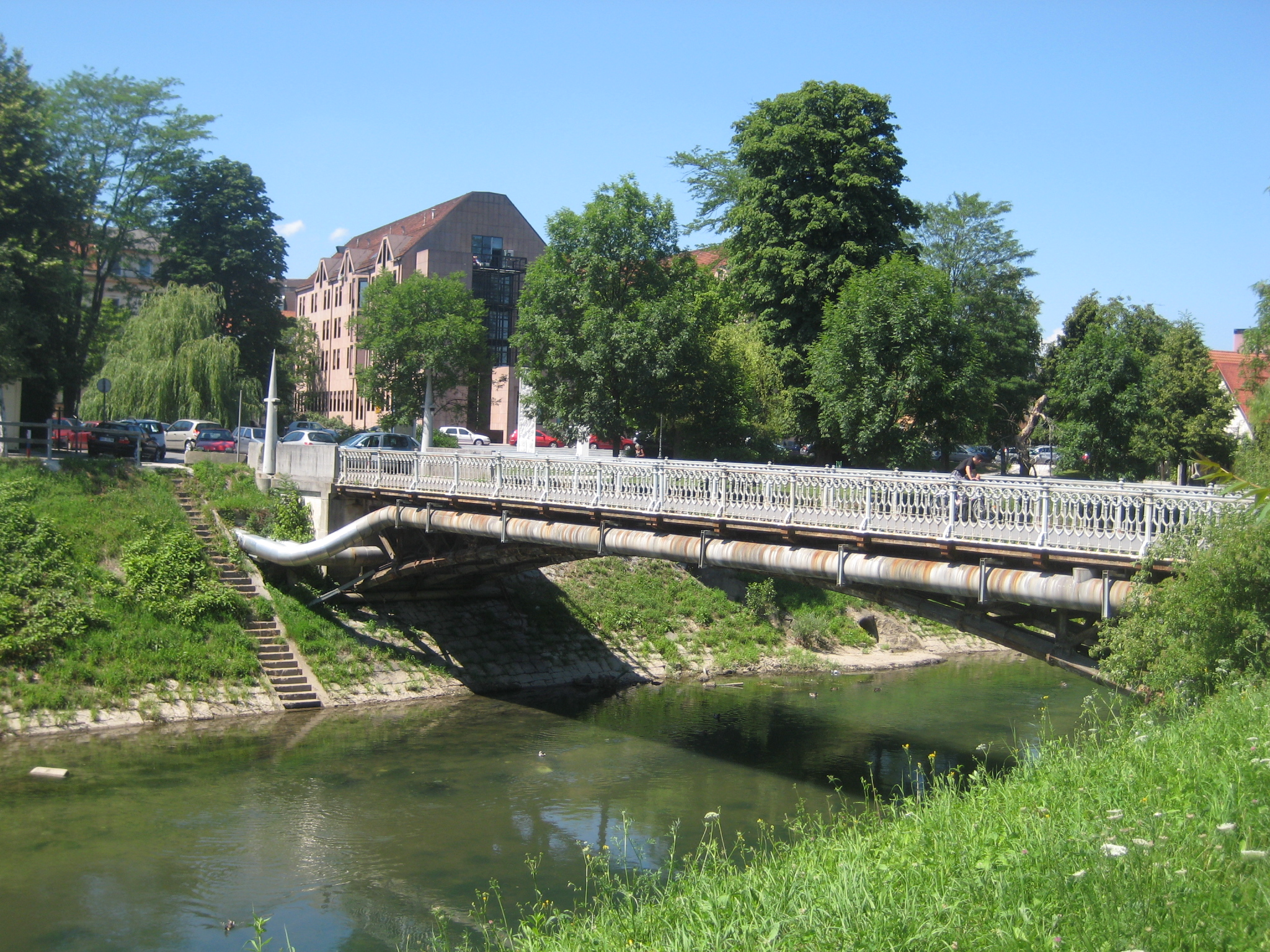
Die Totenbrücke, Vorläufer der Mütter-Brücke

Die erste Brücke an dieser Stelle war die gusseiserne Hradecky-Brücke, die 1931 hierhin verlegt wurde, nachdem sie vom Ort der Schusterbrücke (Ljubljana) entfernt worden war. Da sich neben der Brücke früher das Leichenschauhaus des Klinikums Laibach befand, wurde sie von der Bevölkerung Mrtvaški most (Totenbrücke) genannt. Dies Bezeichnung ersetzte im Laufe der Zeit den ursprünglichen, offiziellen Namen. Aufgrund von Alterung, schlechter Instandhaltung und verkehrsbedingter Überlastung war die Brücke bereits Ende des 20. Jahrhunderts baufällig. 2004 wurde sie für den Autoverkehr gesperrt, 2010 entfernt, überholt und 2011 als Fußgänger- und Fahrradbrücke zwischen den Stadtteilen Krakova und Prule neu aufgebaut.

### Die heutige BrückeMaterinski most
Die Gestaltung der modernen Brücke zitiert die Formensprache des Vorgängerbaus. Die relativ einfache Betonkonstruktion orientiert sich an der Silhouette der entfernten Hradecky-Brücke. Die Brückenplatte wird von einem doppelten Stützbogen und je zwei Stützsäulen auf jeder Seite getragen, auf die Lampensäulen gesetzt wurden. Sie erinnern an Plečniks Lampen, die der Architekt für die Vorläuferbrücke erstellte. Die neue Brücke verfügt sowohl über eine zweispurige Fahrbahn als auch über Rad- und Fußgängerwege.
Erst 2013 wurde der Name der Brücke durch den Stadtrat von Totenbrücke in Mütter-Brücke geändert.